# Resolución 227 del Consejo de Seguridad de las Naciones Unidas
La resolución 227 del Consejo de Seguridad de las Naciones Unidas, adoptada el 28 de octubre de 1966 en una sesión privada, el Consejo recomendó a la Asamblea General que en espera de un nuevo examen del Consejo prorrogara el mandato del Secretario General U Thant hasta el final del vigésimo primer período ordinario de sesiones de la Asamblea General.